# سیارک ۱۸۷۸۱
سیارک ۱۸۷۸۱ (به انگلیسی: 18781 Indaram، نامگذاری:1999JH45) هجده هزار و هفتصد و هشتاد و یکمین سیارک کشف شده‌است که در ۱۰ مه ۱۹۹۹ کشف شد.
قدر مطلق سیارک برابر ۱۴.۱ است.